# Будка залізниці 25 км
Будка залізниці 25 км (рос. Будка железной дороги 25 км) — присілок Сафоновського району Смоленської області Росії. Входить до складу Василівського сільського поселення.
Населення — 0 осіб (2007 рік).